# Maison des Italiens
 (mai 2014).
La Maison des Italiens à Versailles, parfois appelée à tort Maison des musiciens italiens, est une maison de style rocaille, érigée en 1752 au no 15 rue Champ-Lagarde à Versailles par Jacques Hardouin-Mansart (1711-1778), petit-fils de Jules Hardouin-Mansart, pour la comtesse d'Argenson épouse séparée du comte d'Argenson. Protégée au titre des monuments historiques, elle est depuis 1986 le siège de l’Union compagnonnique des compagnons du tour de France des devoirs unis.

## Histoire

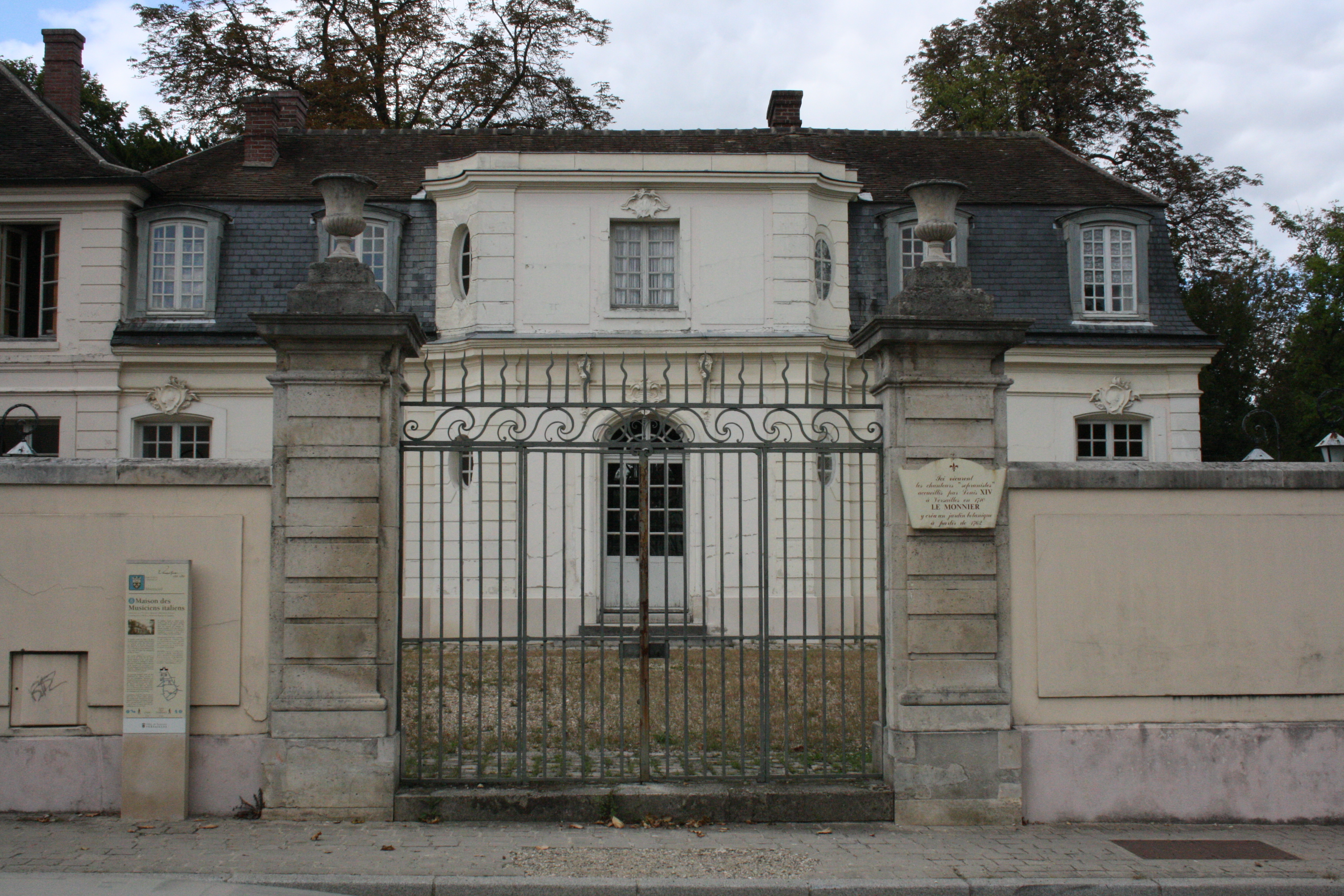
L'entrée de la maison depuis le no 15 rue Champ-Lagarde à Versailles.

Contrairement à une légende véhiculée depuis le XIXe siècle, la maison actuelle n'est pas la maison créée à l'origine par les castrats italiens de Louis XIV. Il s'agit en effet de la maison de plaisance de la comtesse d'Argenson érigée à l'emplacement de la maison primitive des castrats, comme en témoignent différents actes de propriété ainsi que des documents récemment découverts .

### La maison sous Louis XIV
C'est en 1686 et 1691 qu'Antonio Bagniera (1638-1740), castrat italien de la Chapelle du roi, acquit plusieurs pièces de terrain à Montreuil, village situé alors près de Versailles (aujourd'hui un de ses quartiers). En 1691, son ami Pierre Chabanceau de La Barre (1634-1710), officier ordinaire de la Musique du roi, lui fit don de son pavillon de musique situé à proximité, pavillon qui servit d'embryon à la future maison. Ce pavillon était alors composé d'un salon circulaire couvert, à l'intérieur, d'une coupole et de tuiles à l'extérieur, ouvert de 3 croisées et d'une porte-fenêtre.
En 1708, ce pavillon fut augmenté de deux ailes latérales tandis que le domaine était clôturé de murs. Cette même année, Bagniera décida de léguer sa propriété à ses confrères et amis castrats : Giuseppe Nardi, Filippo Santoni et Tomaso Carli qui avaient participé à sa constitution.

### La maison sous Louis XV
Nardi, Santoni et Bagniera y moururent respectivement en 1726, 1733 et 1740. La maison demeura alors entre les mains de Carli et Antonio Ridolfi, dernier venu. Ils cédèrent la propriété en juillet 1748 à François-Eustache de Gournay, commissaire des guerres, qui la céda à son tour en avril 1751 à Anne Larcher, comtesse d'Argenson, épouse du secrétaire d'État de la Guerre de Louis XV.
La maison se trouvait alors en fort mauvais état, ayant été à peine entretenue depuis sa construction, surtout depuis l'acquisition par Gournay, trop occupé par ses obligations. Obligations qui l'avaient conduit en Afrique du Nord afin d'acquérir des barbes pour les haras du roi dont le ministre Argenson était le directeur. Comme on le voit, Gournay était bien connu de cette famille. La comtesse d'Argenson décida donc de faire rebâtir entièrement le pavillon à son goût. Elle désigna à cet effet l'architecte Jacques Hardouin-Mansart de Sagonne qui érigeait alors la paroisse Saint-Louis de Versailles (achevée en 1754). Surtout, il érigeait pour le fils de la comtesse, le marquis de Voyer, le château d'Asnières, situé en bordure de Seine (1750-1752). C'est sur les conseils de celui-ci, homme de goût, que la comtesse fit choix de Mansart. 
La construction de la nouvelle maison fut confiée à l'entrepreneur Jean Rondel, bien connu de l'architecte, puisqu'il était un des entrepreneurs de Saint-Louis de Versailles. L'inventaire après décès de Rondel fait en effet état de sommes dues par la comtesse pour cette maison. On est d'autant plus convaincu de la reconstruction totale de celle-ci que la description donnée par la vente de novembre 1759 à la comtesse de Marsan, gouvernante de Enfants de France, est bien différente de celle de la vente de 1751. On observera par ailleurs que les agrafes disposées au-dessus des baies de la maison sont les copies conformes d'une autre réalisation contemporaine de Mansart : le château de Jossigny (1753, actuelle Seine-et-Marne). Agrafes signées dans les deux cas, Nicolas Pineau, ornemaniste attitré de l'architecte et auteur des ornements de l'église Saint-Louis. On retrouve également dans cette maison et ce château, les jeux de courbes et contre-courbes d'esprit borominniens, fréquents dans les réalisations de Mansart (maison des dames de Saint-Chaumont à Paris (1734), ou église Saint-Louis (1742-1754) notamment).
Cette maison constituait pour la comtesse, sa résidence versaillaise en même temps que sa « petite maison », suivant l'expression du temps, c'est-à-dire sa maison galante. Elle abritait en effet ses amours avec le marquis de Valfons, son amant. Le comte d'Argenson disposait lui aussi d'une maison galante au village de Montreuil, du côté de l'avenue de Saint-Cloud, où venait le retrouver la comtesse d'Estrades. Depuis 1728, le couple était en effet séparé de corps, chacun menant sa vie comme bon lui semblait. La vente de 1759 comporte en annexe un état mobilier qui permet de connaitre la distribution et la décoration exactes de la maison.
La comtesse de Marsan y demeura de 1759 à 1776.

### La maison sous Louis XVI

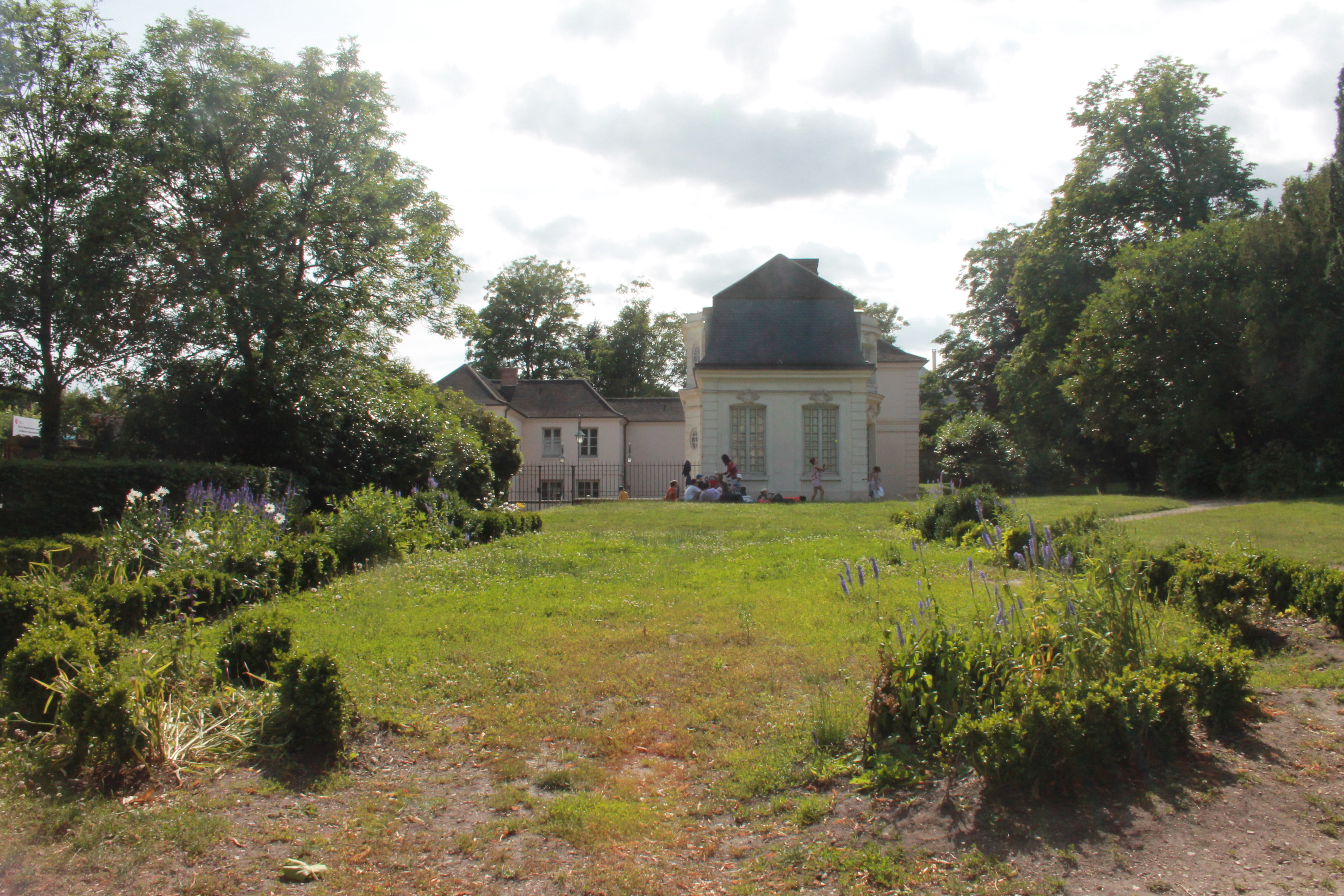
Le parc des musiciens Italiens.

Elle la céda, en octobre de cette année 1776, à son fidèle ami Louis-Guillaume Le Monnier, premier médecin ordinaire du roi et professeur de botanique au Jardin des Plantes à Paris, qui en fit l'un des hauts lieux de la botanique française du XVIIIe siècle. Outre les diverses espèces d'arbres plantés dans le jardin de la maison,le Monnier disposa une serre à l'extrémité de celui-ci qu'il n'aura de cesse de modifier pour accueillir ses nombreuses variétés de plantes, comme en témoigne l'inventaire après décès de son épouse en 1793. C'est ici que  Louis-Guillaume Le Monnier formera plusieurs botanistes voyageurs, tout particulièrement André Michaux, qui avait d'abord été laboureur la ferme de Satory à Versailles. Le jardin de Le Monnier demeurera, jusqu'à son démantèlement au milieu du XIXe siècle, le jardin botanique de la ville de Versailles. Il donna naissance à la vocation horticole du village de Montreuil qui demeurera jusqu'au milieu des années 1960. Le Monnier, qui fit lui aussi de la maison, sa résidence Versaillaise, fit établir sur le flanc gauche de la cour, les bâtiments aujourd'hui visibles dont l'extension du côté du jardin. Extension qui contenait la nouvelle salle à manger.

### La maison après Louis XVI
À la mort de Louis-Guillaume Le Monnier en 1799, la maison échut à ses trois nièces. Deux d'entre elles cédèrent leur part à leur sœur aînée, Renée-Françoise-Adelaïde, épouse de l'astronome et sénateur Joseph-Louis Lagrange. Le beau jardin de leur oncle fut progressivement démantelé à partir des années 1800. En 1822, le vicomte de Lonjon, dernier époux de Renée-Françoise-Adélaïde, vendit la maison au pépiniériste Jean-Théobald Déodor. Les héritiers de celui-ci, son épouse et ses trois fils, entamèrent le morcellement du domaine si chèrement constitué par Le Monnier : il englobait alors presque la totalité du triangle constitué par les rues Champs-Lagarde, Pasteur et des Condamines. La pointe du triangle du côté de l'actuel lycée Rameau passa à la municipalité en 1881 qui établit dans les anciennes serres de Le Monnier, une école, serres qui disparaîtront dans les années 1950 lors de la reconstruction de celle-ci.

### La maison de nos jours
La maison des Italiens passa de main en main jusqu'à son acquisition par la ville de Versailles en décembre 1978, acquisition qui mit fin à l'indivision qui menaçait alors de la faire disparaitre, faute d'entretien. Concédée dans un premier temps pour 40 ans, moyennant travaux, à la Fédération régionale compagnonnique des métiers du bâtiments, la maison revint en mai 1986 à l'Union compagnonnique des compagnons du tour de France des devoirs unis, suivant les mêmes conditions. Elle fut alors restaurée sous la direction de Jean-Claude Rochette, architecte en chef des monuments historiques, qui y appliqua des décors de faux marbres d'esprit italien sans rapport avec les décors d'origine. L'ensemble fut inauguré par André Damien, maire de Versailles, en septembre 1989.

La maison en 2011
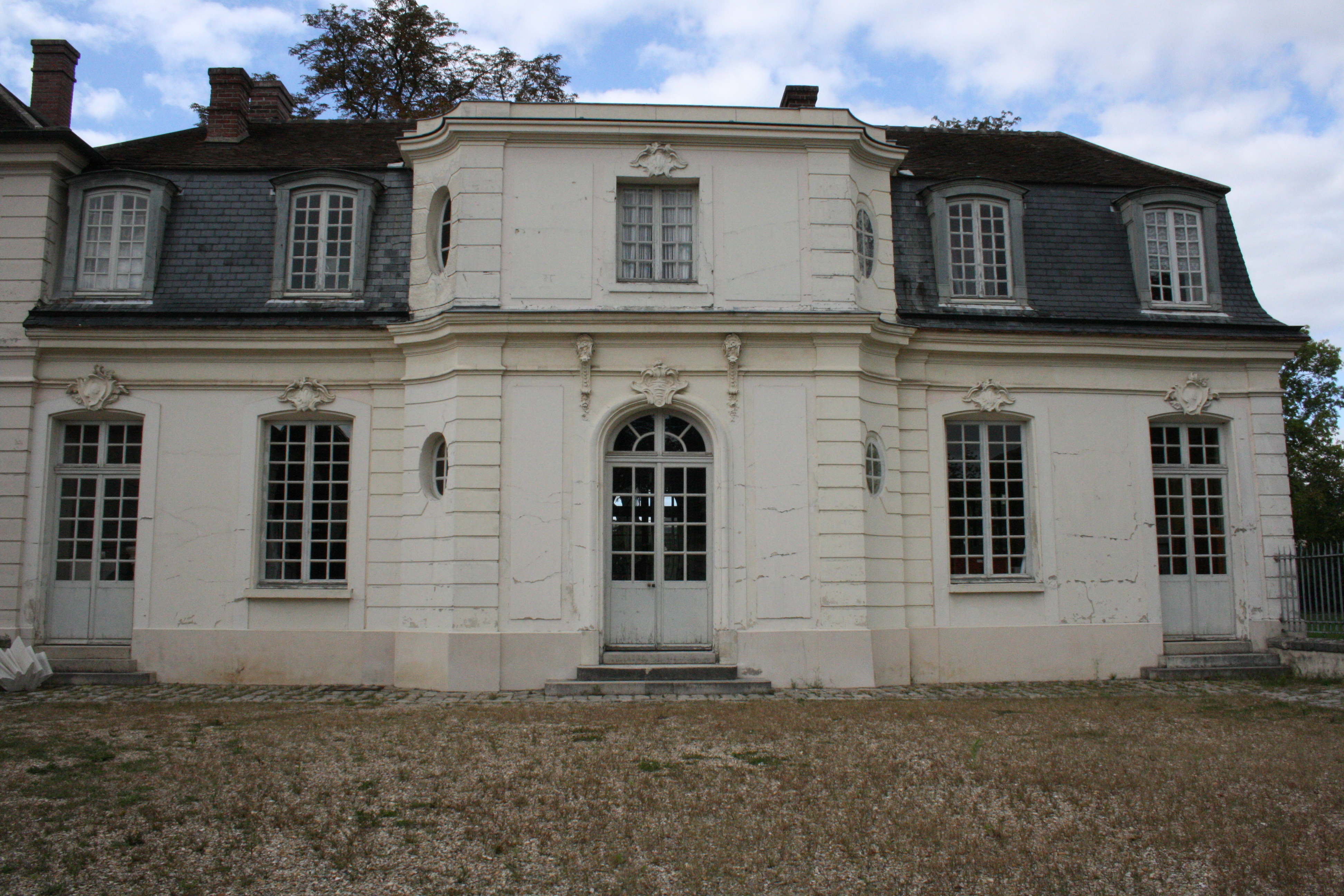
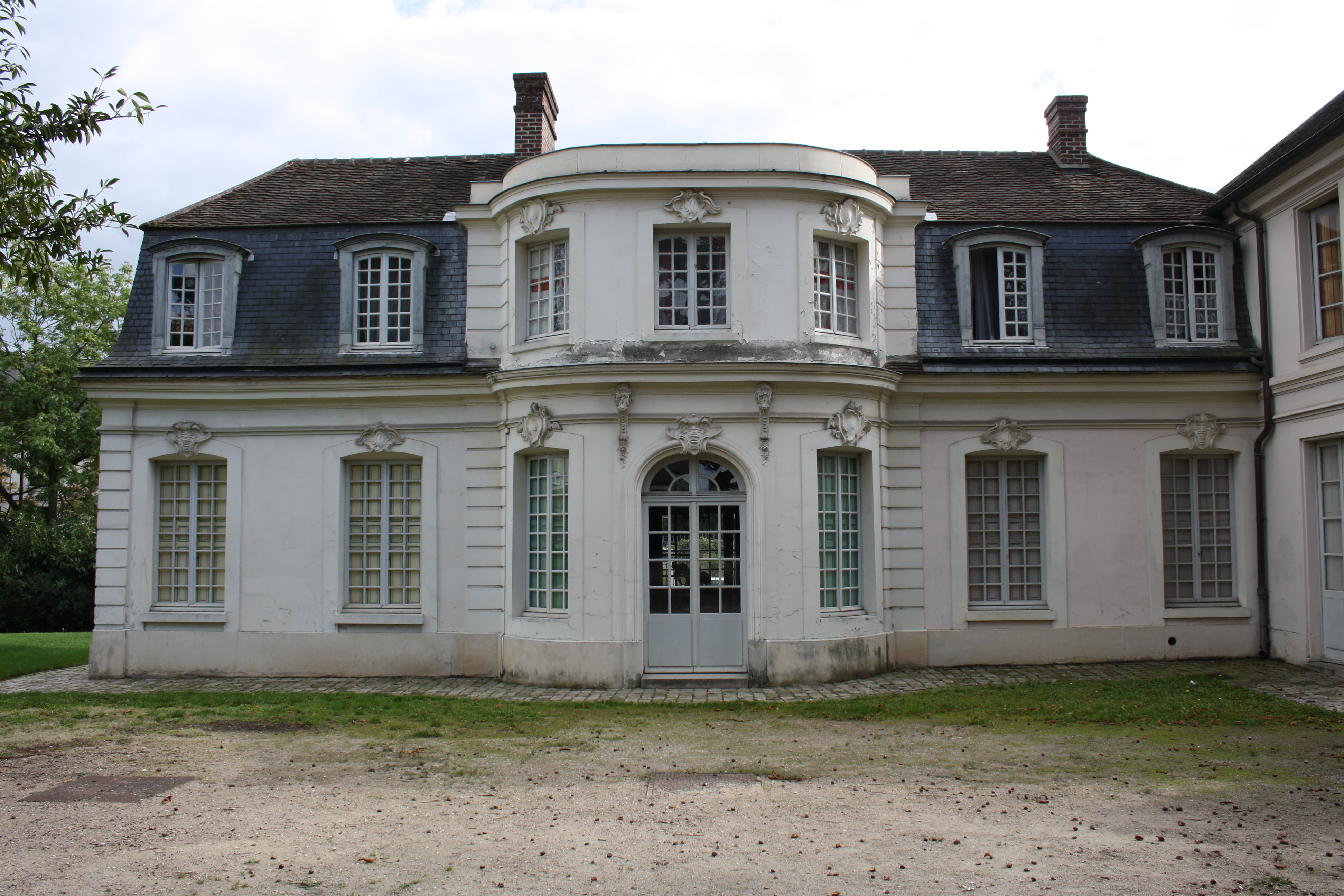
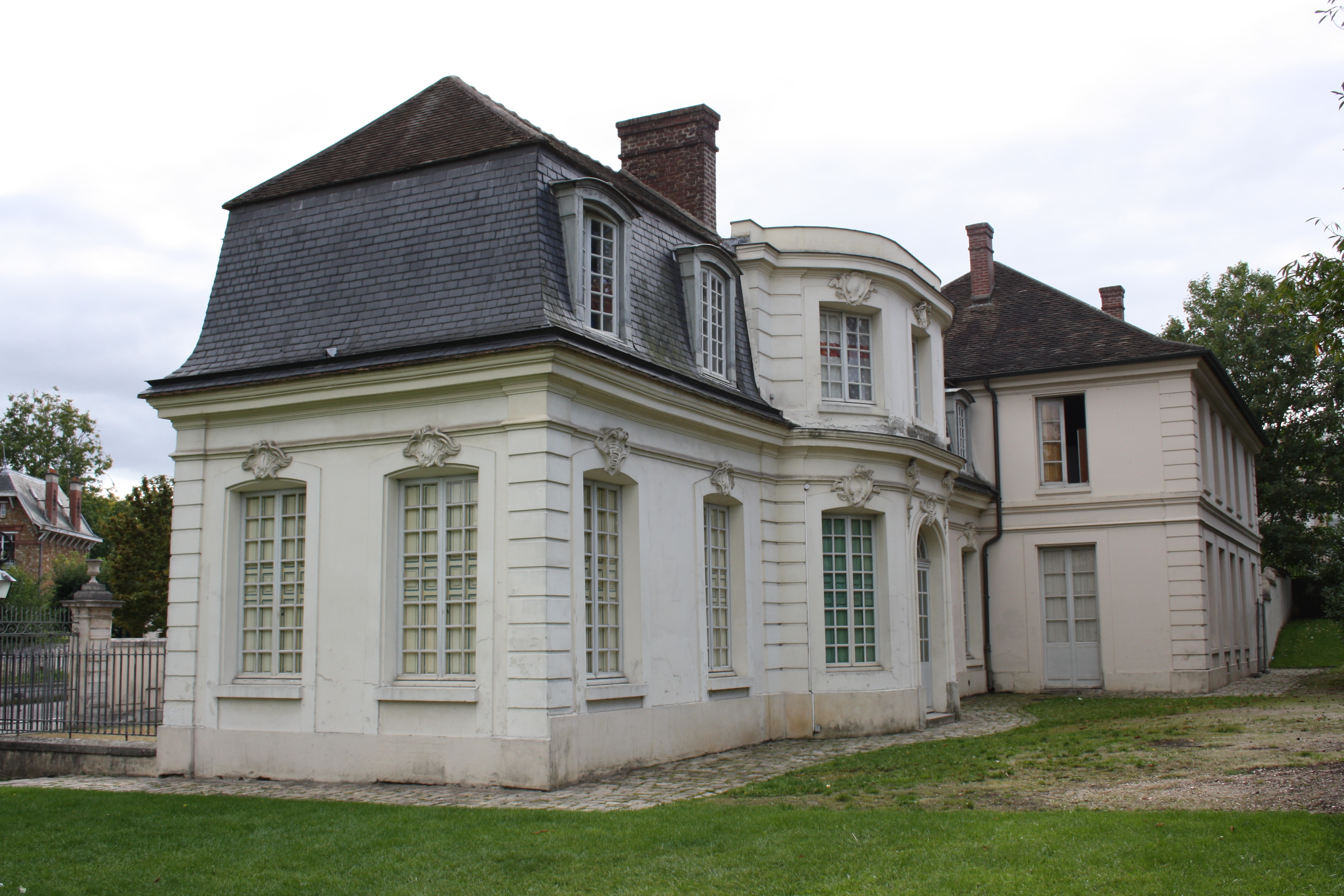
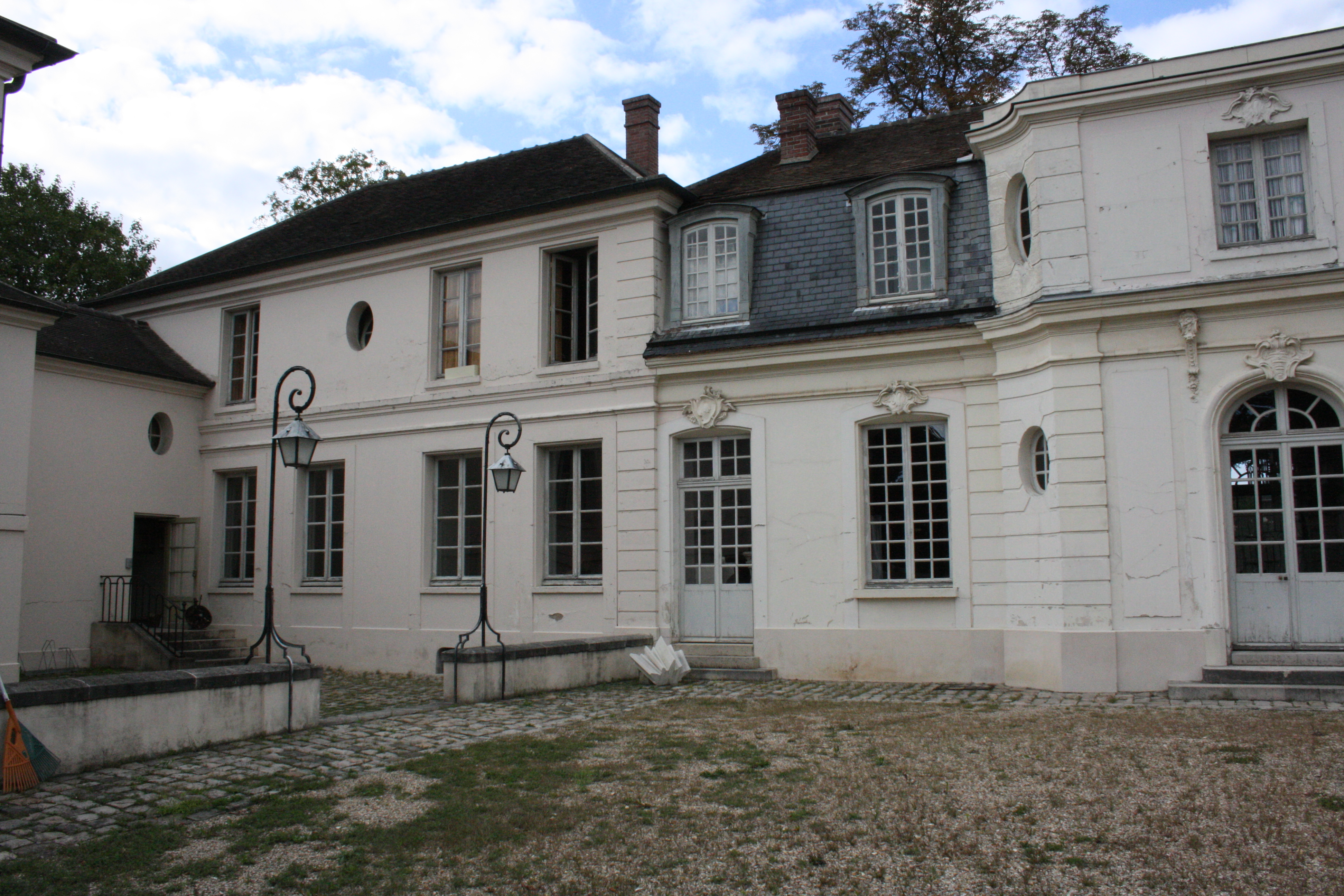

## Inscription
Le parc de la maison fait l’objet d’une inscription au titre des monuments historiques depuis le 1er décembre 1950. La maison, quant à elle, fait l’objet d’un classement au titre des monuments historiques depuis le 2 novembre 1976.